# Europese kampioenschappen indooratletiek 2023
De Europese kampioenschappen indooratletiek 2023 werden van 2 maart tot en met 5 maart 2023 gehouden in de Ataköy Arena in het Turkse Istanbul. De stad was de enige die zich beschikbaar had gesteld om dit kampioenschap te organiseren. Het was de eerste keer dat er meer vrouwelijke deelnemers dan mannelijke deelnemers waren op een EK indoor; 278 atletes om 274 atleten.

## Kwalificatie
In individuele evenementen konden atleten zich kwalificeren door het behalen van de Entry Standard binnen de kwalificatieperiode of op grond van de positie die ze bereikten op de World Athletics Rankings aan het einde van de kwalificatieperiode. Ongeveer 50 procent van de atleten zou zich moeten hebben gekwalificeerd via de Entry Standards, terwijl de overige deelnemers werden bepaald via de World Rankings. De kwalificatieperiode liep 12 maanden van 20 februari 2022 tot 19 februari 2023, met uitzondering van de gecombineerde evenementen waar deze 18 maanden liep van 20 augustus 2021 tot 19 februari 2023. Elk land kon maximaal vier gekwalificeerde atleten inschrijven voor elk individueel evenement, waarvan er maximaal drie konden deelnemen. Landen die geen atleten hadden die de Entry Standard hadden behaald en atleten die mogelijk gekwalificeerd waren via World Rankings, mochten één ongekwalificeerde mannelijke atleet en/of één ongekwalificeerde vrouwelijke atleet inschrijven voor één individueel evenement van de kampioenschappen. Zes nationale teams konden deelnemen aan elke 4 x 400 m estafette : één plaats werd toegewezen aan het team van het gastland, drie plaatsen werden toegewezen aan de beste officiële teams op de 4 x 400 m outdoor-lijsten voor 2022, terwijl de resterende twee plaatsen (of drie als het gastland de toegewezen plaats als de Turkse vrouwenestafette niet innam) werden toegewezen aan teams met de beste verzamelde 400 m-tijden van individuele atleten uit het indoorseizoen van 2023 vanaf 20 februari 2023. 
Alle atleten geboren vóór en inclusief 2007 (op 31 december 2023 minstens 16 jaar oud) mochten deelnemen, met uitzondering van het kogelstoten voor mannen , waar de limiet 2005 was (atleten die op 31 december 2023 minstens 18 jaar oud waren).
| Onderdeel               | Mannen        | Mannen                      | Vrouwen       | Vrouwen                     | Deelnemers |
| Onderdeel               | Indoor        | Binnen                      | Indoor        | Binnen                      |            |
| ----------------------- | ------------- | --------------------------- | ------------- | --------------------------- | ---------- |
| 60 meter                | 6,63          | 10,08 voor 100 meter        | 7,24          | 11.10 voor 100 meter        | 40         |
| 400 meter               | 46,35         | 45,15                       | 52,20         | 50,80                       | 30         |
| 800 meter               | 1.46,75       | 1.44,70                     | 2.02,20       | 1.59,00                     | 30         |
| 1500 meter              | 3.37,40       | 3.32,80                     | 4.09,00       | 4.02,50                     | 27         |
| 3000 meter              | 7.44,00       | 7.37,00                     | 8.48,00       | 8.39,00                     | 24         |
| 60 meter horden         | 7,64          | 13,30 voor 110 meter horden | 8,03          | 12,90 voor 100 meter horden | 32         |
| Verspringen             | 8,12 meter    | 8,12 meter                  | 6,75 meter    | 6,75 meter                  | 18         |
| Hink-stap-springen      | 17,02 meter   | 17,02 meter                 | 14,32 meter   | 14,32 meter                 | 18         |
| Hoogspringen            | 2,30 meter    | 2,30 meter                  | 1,96 meter    | 1,96 meter                  | 18         |
| Polsstokhoogspringen    | 5,82 meter    | 5,82 meter                  | 4,70 meter    | 4,70 meter                  | 18         |
| Kogelstoten             | 21,20 meter   | 21,20 meter                 | 18,60 meter   | 18,60 meter                 | 18         |
| Vijfkamp                | -             | -                           | 4580 pts      | 6650 pts voor zevenkamp     | 14         |
| Zevenkamp               | 6140 pts      | 8400 pts voor Tienkamp      | -             | -                           | 14         |
| 4 × 400 meter estafette | Zie hierboven | Zie hierboven               | Zie hierboven | Zie hierboven               | 6 ploegen  |

## Medailles

### Mannen
| Onderdeel            | Goud                                                          | Goud       | Zilver                                                                     | Zilver     | Brons                                                                       | Brons    |
| -------------------- | ------------------------------------------------------------- | ---------- | -------------------------------------------------------------------------- | ---------- | --------------------------------------------------------------------------- | -------- |
| 60 m                 | Samuele Ceccarelli Italië                                     | 6,48       | Marcell Jacobs Italië                                                      | 6,50 SB    | Henrik Larson Zweden                                                        | 6,53 NR  |
| 400 m                | Karsten Warholm Noorwegen                                     | 45,35      | Julien Watrin België                                                       | 45,44 NR   | Carl Bengtström Zweden                                                      | 45,77    |
| 800 m                | Adrián Ben Spanje                                             | 1.47,34    | Benjamin Robert Frankrijk                                                  | 1.47,34    | Eliott Crestan België                                                       | 1.47,65  |
| 1500 m               | Jakob Ingebrigtsen Noorwegen                                  | 3.33,95 CR | Neil Gourley Verenigd Koninkrijk                                           | 3.34,23    | Azeddine Habz Frankrijk                                                     | 3.35,39  |
| 3000 m               | Jakob Ingebrigtsen Noorwegen                                  | 7.40,32 NR | Adel Mechaal Spanje                                                        | 7.41,75 SB | Elzan Bibić Servië                                                          | 7.44,03  |
| 4x400 m              | België Dylan Borlée Alexander Doom Kevin Borlée Julien Watrin | 3.05,83    | Frankrijk Gilles Biron Téo Andant Victor Coroller Muhammad Abdallah Kounta | 3.06,52    | Nederland Isayah Boers Isaya Klein Ikkink Ramsey Angela Liemarvin Bonevacia | 3.06,59  |
| 60 m horden          | Jason Joseph Zwitserland                                      | 7,41       | Jakub Szymański Polen                                                      | 7,56       | Just Kwaou-Mathey Frankrijk                                                 | 7,59     |
| Verspringen          | Miltiadis Tentoglou Griekenland                               | 8,30       | Thobias Montler Zweden                                                     | 8,19 SB    | Gabriel Bitan Roemenië                                                      | 8,00     |
| Hink-stap-springen   | Pedro Pablo Pichardo Portugal                                 | 17,60 WL   | Nikolaos Andrikopoulos Griekenland                                         | 16,58 SB   | Max Heß Duitsland                                                           | 16,57    |
| Hoogspringen         | Douwe Amels Nederland                                         | 2,31 NR    | Andrij Protsenko Oekraïne                                                  | 2,29       | Thomas Carmoy België                                                        | 2,29 PB  |
| Polsstokhoogspringen | Sondre Guttormsen Noorwegen                                   | 5,80       | Emmanouil Karalis Griekenland Piotr Lisek Polen                            | 5,80       |                                                                             |          |
| Kogelstoten          | Zane Weir Italië                                              | 22,06 EL   | Tomáš Staněk Tsjechië                                                      | 21,90 SB   | Roman Kokoshko Oekraïne                                                     | 21,84 NR |
| Zevenkamp            | Kevin Mayer Frankrijk                                         | 6348       | Sander Skotheim Noorwegen                                                  | 6318       | Risto Lillemets Estland                                                     | 6079     |

### Vrouwen
| Onderdeel            | Goud                                                                | Goud       | Zilver                                                                    | Zilver     | Brons                                                                            | Brons      |
| -------------------- | ------------------------------------------------------------------- | ---------- | ------------------------------------------------------------------------- | ---------- | -------------------------------------------------------------------------------- | ---------- |
| 60 m                 | Mujinga Kambundji Zwitserland                                       | 7,00 CR    | Ewa Swoboda Polen                                                         | 7,09       | Daryll Neita Verenigd Koninkrijk                                                 | 7,12       |
| 400                  | Femke Bol Nederland                                                 | 49,85      | Lieke Klaver Nederland                                                    | 50,57      | Anna Kiełbasińska Polen                                                          | 51,25 SB   |
| 800 m                | Keely Hodgkinson Verenigd Koninkrijk                                | 1.58,66    | Anita Horvat Slovenië                                                     | 2.00,54    | Agnès Raharolahy Frankrijk                                                       | 2.00,85    |
| 1500 m               | Laura Muir Verenigd Koninkrijk                                      | 4.03,40    | Claudia Bobocea Roemenië                                                  | 4.03,76 PB | Sofia Ennaoui Polen                                                              | 4.04,06 PB |
| 3000 m               | Hanna Klein Duitsland                                               | 8.35,87 PB | Konstanze Klosterhalfen Duitsland                                         | 8.36,50    | Melissa Courtney-Bryant Verenigd Koninkrijk                                      | 8.41,19    |
| 4x400 m              | Nederland Lieke Klaver Eveline Saalberg Cathelijn Peeters Femke Bol | 3.25,66 CR | Italië Alice Mangione Ayomide Folorunso Anna Polinari Eleonora Marchiando | 3.28,61 NR | Polen Anna Kiełbasińska Marika Popowicz-Drapała Alicja Wrona-Kutrzepa Anna Pałys | 3.29,31 SB |
| 60 m horden          | Reetta Hurske Finland                                               | 7,79 NR    | Nadine Visser Nederland                                                   | 7,84 SB    | Ditaji Kambundji Zwitserland                                                     | 7,91       |
| Verspringen          | Jazmin Sawyers Verenigd Koninkrijk                                  | 7,00 WL    | Larissa Iapichino Italië                                                  | 6,97 NR    | Ivana Vuleta Servië                                                              | 6,91       |
| Hink-stap-springen   | Tuğba Danışmaz Turkije                                              | 14,31 NR   | Dariya Derkach Italië                                                     | 14,20      | Patrícia Mamona Portugal                                                         | 14,16      |
| Hoogspringen         | Jaroslava Mahoetsjich Oekraïne                                      | 1,98       | Britt Weerman Nederland                                                   | 1,96       | Kateryna Tabashnyk Oekraïne                                                      | 1,94       |
| Polsstokhoogspringen | Wilma Murto Finland                                                 | 4,80 NR    | Tina Šutej Slovenië                                                       | 4,75       | Amálie Švábíková Tsjechië                                                        | 4,70       |
| Kogelstoten          | Auriol Dongmo Portugal                                              | 19,76 EL   | Sara Gambetta Duitsland                                                   | 18,83 SB   | Fanny Roos Zweden                                                                | 18,42      |
| Vijfkamp             | Nafissatou Thiam België                                             | 5055       | Adrianna Sułek Polen                                                      | 5014 NR    | Noor Vidts België                                                                | 4823 SB    |

### Medailleklassement
| Plaats | Land                | Goud | Zilver | Brons | Totaal |
| 1      | Noorwegen           | 4    | 1      | 0     | 5      |
| 2      | Nederland           | 3    | 3      | 1     | 7      |
| 3      | Verenigd Koninkrijk | 3    | 1      | 2     | 6      |
| 4      | Italië              | 2    | 4      | 0     | 6      |
| 5      | België              | 2    | 1      | 3     | 6      |
| 6      | Portugal            | 2    | 0      | 1     | 3      |
| 6      | Zwitserland         | 2    | 0      | 1     | 3      |
| 8      | Finland             | 2    | 0      | 0     | 2      |
| 9      | Frankrijk           | 1    | 2      | 3     | 6      |
| 10     | Duitsland           | 1    | 2      | 1     | 4      |
| 11     | Griekenland         | 1    | 2      | 0     | 3      |
| 12     | Oekraïne            | 1    | 1      | 2     | 4      |
| 13     | Spanje              | 1    | 1      | 0     | 2      |
| 14     | Turkije             | 1    | 0      | 0     | 1      |
| 15     | Polen               | 0    | 4      | 3     | 7      |
| 16     | Slovenië            | 0    | 2      | 0     | 2      |
| 17     | Zweden              | 0    | 1      | 3     | 4      |
| 18     | Tsjechië            | 0    | 1      | 1     | 2      |
| 18     | Roemenië            | 0    | 1      | 1     | 2      |
| 20     | Servië              | 0    | 0      | 2     | 2      |
| 21     | Estland             | 0    | 0      | 1     | 1      |
| Totaal | Totaal              | 26   | 27     | 25    | 78     |

### Legenda
CR = Kampioenschapsrecord (Championship Record)
EL = Europese beste seizoensprestatie (Europe Leading)
NR = Nationaal record (National Record)
PB = Persoonlijk record (Personal Best)
SB = Beste persoonlijke seizoensprestatie (Seasonal Best)
WL = 's Werelds beste seizoensprestatie (World Leading)
WR = Wereldrecord (World Record)
1970 ·
1971 ·
1972 ·
1973 ·
1974 ·
1975 ·
1976 ·
1977 ·
1978 ·
1979 ·
1980 ·
1981 ·
1982 ·
1983 ·
1984 ·
1985 · 
1986 · 
1987 · 
1988 · 
1989 · 
1990 · 
1992 · 
1994 · 
1996 · 
1998 · 
2000 · 
2002 · 
2005 · 
2007 · 
2009 ·
2011 ·
2013 ·
2015 ·
2017 ·
2019 ·
2021 ·
2023 ·
2025 ·
2027
Belgische medaillewinnaars · Nederlandse medaillewinnaars